# Luisa Rossi/Era
Luisa Rossi/Era è il secondo singolo di Lucio Battisti, pubblicato in Italia nel 1967.

## Descrizione
Nonostante l'insuccesso del singolo di debutto, Dolce di giorno/Per una lira, la Ricordi concesse a Lucio Battisti di inciderne un altro che, come il precedente, riscosse scarso successo.
I due brani scelti per il disco stavolta non erano stati interpretati da altri fino a quel momento. Le versioni del disco sono monofoniche; successivamente Luisa Rossi verrà inserita in versione stereo nell'album Lucio Battisti Vol. 4 mentre Era nell'album Emozioni.

## I brani

### Luisa Rossi
Nella raccolta Le origini (1992) era stata inserita una versione inedita del brano, con alcune differenze nel mixaggio sonoro ed una, ancor più evidente, nel testo cantato: in tutte le strofe, invece di "Luisa Rossi", Battisti canta "Luisa Luisa". Non essendo presente nessuna nota nel CD in merito alla registrazione, si deve ritenere che questo editing alternativo fosse stato inserito al posto di quello ufficiale per errore, o perché stereofonico, al contrario dell'originale in mono. In effetti, la versione con il solo nome di battesimo della protagonista ripetuto al posto del cognome era rimasta inedita fino ad allora, ma certamente era stata preparata ai tempi, allorché qualcuno dell'ufficio legale della Ricordi -a singolo ormai stampato e pubblicato- aveva paventato la possibilità che chiunque si chiamasse realmente Luisa Rossi potesse citare l'etichetta in giudizio; si era proposto quindi di reinciderla così, cambiando anche evidentemente il nome della canzone. Però, visti probabilmente gli scarsissimi esiti commerciali del disco, non vi furono ulteriori stampe del singolo e non se ne fece quindi nulla.

### Era
Questo brano venne scritto da Battisti nel 1965 su testo di Roby Matano, che trasse spunto da Yesterday dei Beatles; pare che Battisti per la musica si ispirò invece a Catch the Wind di Donovan. Due anni dopo, venne quindi recuperata con il nuovo testo di Mogol e nel 1970 trovò posto nell'album Emozioni.

## Tracce
Lato A
Testi di Mogol, musiche di Lucio Battisti.
1. Luisa Rossi – 2:48 (edizioni musicali Ritmi e Canzoni e El' & Chris)

Lato B
Testi di Mogol, musiche di Lucio Battisti.
1. Era – 2:57 (edizioni musicali Fama e El' & Chris)